# 동송시외버스공용터미널
동송시외버스공용터미널은 강원특별자치도 철원군 동송읍 금학로 215-1 (이평리 681-6번지)에 위치한 대한민국의 시외버스터미널이다.
3층 건물로 구성되어 있지만 실제 터미널은 1층만 사용한다. 각 행선별 승강장이 마련되어 있지 않고 일자형으로 되어 있다. 고속버스 전산망상의 터미널 번호는 165이다.예전에는 우등(31석)도 운행했지만 지금은 전 버스 일반으로 운행된다

## 운행 노선

### 고속버스
- 2017년 8월 1일부터 서울 방면 고속버스 종착지가 서울센트럴시티에서 서울고속버스터미널로 변경되었다.[1]

| 운행 노선       | 운행업체 | 운행구간 | 운행구간 | 운행구간 | 경유지             | 배차 간격 | 시간표                                      |
| --------------- | -------- | -------- | -------- | -------- | ------------------ | --------- | ------------------------------------------- |
| 동송 ↔ 서울경부 | 강원고속 | 동송     | ↔        | 서울경부 | 신철원, 운천, 포천 | 10회      | 첫차:07:20(동송 기준) 막차:19:40(동송 기준) |

### 시외버스
- 2006년 10월 10일부터 수유리행 노선이 개통되었다.[2]
- 2006년 12월 22일부터 전주행 노선을 운행한 적이 있다.[3]

예전에는 부천, 안양 노선도 있었지만 폐선되고 운행하지 않는다.
2020년부터 코로나19로인하여 인천,안양,고양,노원,수원,도봉산역광역환승센터,대전방면은 운행하지 않으며
3001번완행으로 동서울터미널까지 운행하던버스는
코로나로인해 노선단축으로 동송터미널에서 의정부터미널까지 운행하며 3001번직행버스는 그대로 운행한다.
| 방면        | 행선지 |
| ----------- | --- |
| 강원권 방면 | , 사창리, 신철원, 춘천                                                                                         |
| 수도권 방면 | , 관인, 대진대, 동서울(R3001번), 신장, 양문, 운천, 의정부, 인천, 일동, , 장현<ref>센트럴시티, , 축석고개, 포천 |

### 농어촌버스
제일여객에서 운행한다. 터미널 건너편 약국 앞에 있는 버스정류장에서 승차한다. 여기에는 이평리 기점 노선만 기재한다.
- 14번 (150~160분 간격)
- 15번 (180분 간격)
- 3번 (140~180분 간격)
- 17번 (135~140분 간격)
- 17-1번 (585~595분 간격)
- 18번 (185~190분 간격)
- 14번 (150분 간격)
- 14-1번 (210분 간격)
- 1번 (1일 21~23회)
- 신철원~문혜리~텃골~자등리~와수리 (1일 5회)
- 2번 (1일 4회)
- 7번 (240분 간격)
- 8번 (297~300분 간격)
- 13번 (50~60분 간격)
- 10번 (137~140분 간격)
- 9번 (1일 1회)
- 11번 (160~170분 간격)
- 11-1번 (1일 2회)
- 3번 (1일 3회)
- 이평리→장방산→구수동→신교대→상노리→오지리→이평리 (1일 1회)
- 이평리~(화지리)~오덕리~고석정~문혜리~신철원 (1일 32~36회, 일부 시간대 고석정 대신 상사리 경유)